# ラッチャダーピセーク通り
座標: 北緯13度47分33.2秒 東経100度34分27.1秒 / 北緯13.792556度 東経100.574194度

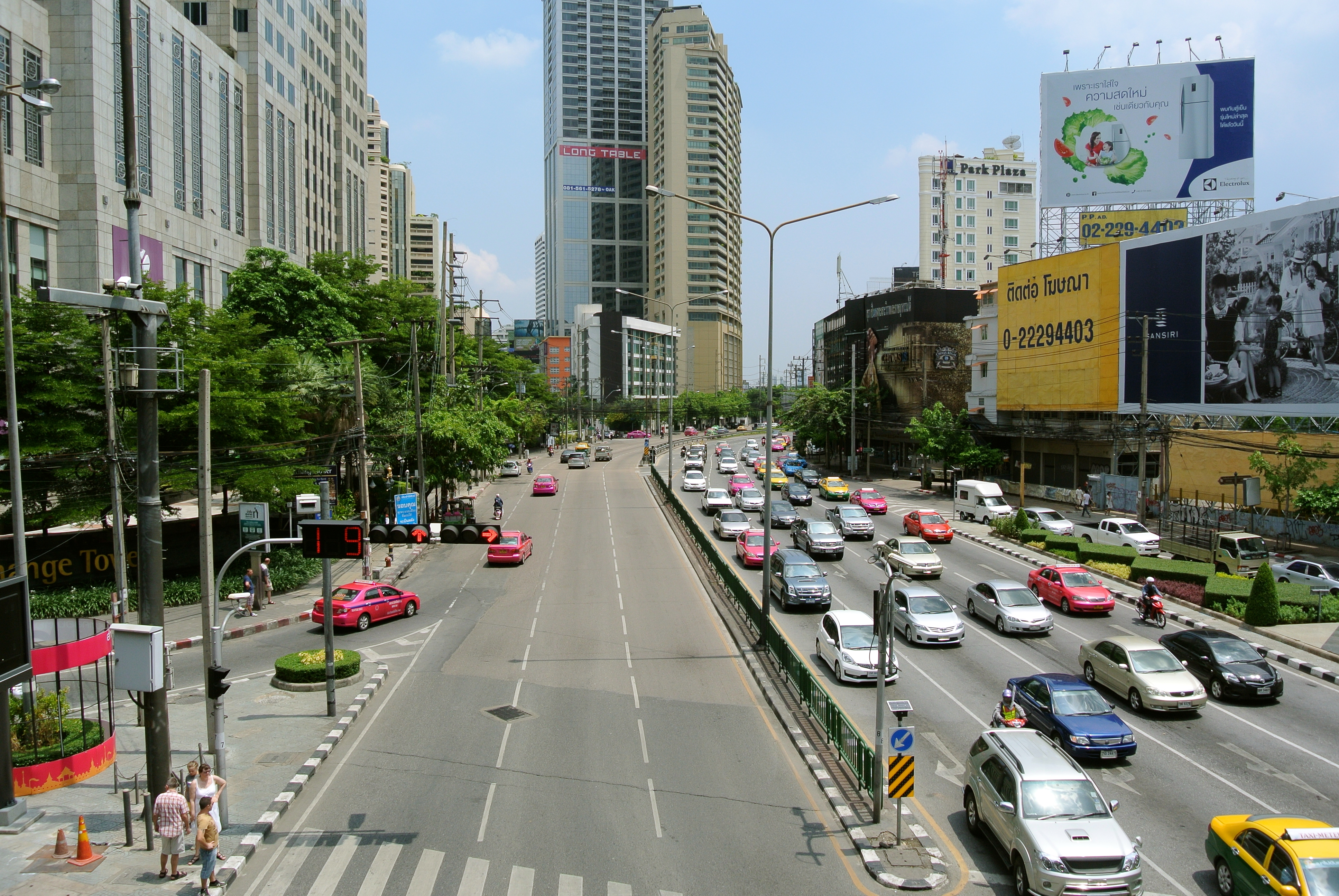
ラッチャダーピセーク通り

赤い部位が内環状線を示す

ラッチャダーピセーク通り（ラッチャダーピセークどおり、ถนนรัชดาภิเษก）は、タイにある道路。単にラチャダーと呼ばれることが多い。
狭義にはウィパーワディーランシット通りとの交差点に始まり、ペッチャブリー通りとの交差点に始まる間の道路を言うが、広義（正式）には、アソーク通り、ラーマ3世通り、チャランサニッタウォン通り、ウォンサワーン通りを含み、都内で環状線を形成する。そのため、外環状線に対して内環状線 (ถนนวงแหวนรอบใน) とも呼ばれる。
バンコク・メトロの開通により、バンコク中心部に短時間で移動できるようになり、利便性が向上した。このため通り沿いでは、再開発やアパート建設が進む。

## 接続する主な道路
- スクムウィット通り
- ディンデン通り
- ラーマ9世通り
- ペッチャブリー通り
- ラーマ4世通り
- ラートプラーオ通り

## 接続する駅・路線
- ラーマ9世駅～ラートプラオ駅（メトロ(MRT) ブルーライン ）
- アソーク駅（タイ国有鉄道）

## 通り沿いにある施設
- タイ文化センター
- エスプラネード
- カルフール
- ジャスコ
- フォーチュン・タウン
- テスコ・ロータス
- トゥルー・タワー
- 中国大使館